# Galeodes citrinus
Galeodes citrinus es una especie de arácnido  del orden Solifugae de la familia Galeodidae.

## Distribución geográfica
Se encuentra en Irán y Pakistán.

## Descripción
El macho mide 40 mm y la hembra 35 mm.
Los machos miden de 35 a 40 mm y las hembras de 35 a 45 mm.